# Leuk (gemeente)
Leuk is een gemeente en plaats in het Zwitserse kanton Wallis, en maakt deel uit van het district Leuk.
Leuk telt 3.724 inwoners.